# Arte rupestre del Teneré
El arte rupestre del Teneré, si nos ceñimos estrictamente al desierto de Teneré, es muy escaso, ya que se trata de una amplia llanura que ocupa en su mayor parte el lecho de lo que anteriormente fue el extremo norte del lago Chad, está cubierto en parte de arena y hay pocos abrigos rocosos. Sin embargo, en sus límites, en Tassili n'Ajjer, en Ahaggar, Fezzan, Tibesti, Bourkou y Ennedi, y en las montañas de Air y sus nueve macizos montañosos, entre los que destaca Adrar Bous, que se encuentran en pleno desierto, se encuentran obras de arte muy destacables.
En el año 2000 se descubrió en pleno Teneré el sitio arqueológico de Gobero, el cementerio más antiguo encontrado relacionado con un poblamiento en el corazón del Sahara, del 8000 a. C., pero probablemente el lugar que posee las obras de arte rupestre más antiguas sea Dabous, descubierto en 1997. Anteriormente, en los años setenta, como fruto de las exploraciones arqueológicas realizadas en las regiones de Termit y Agadem-Dibella, se descubrieron tres sitios con grabados y uno con pinturas en el interior del Teneré. 

## Los sitios
- Dabous: Las famosas jirafas de Dabous fueron descubiertas en 1997 por David Coulson en un espolón rocoso en las estribaciones de las montañas de Air. Se trata de un petroglifo con dos jirafas de seis metros de altura y 8.000 años de antigüedad. En los alrededores se han encontrado cientos de grabados de animales en las rocas.

- Termit Oeste 16°05′45″N 11°14′45″E / 16.09583, 11.24583 Se encuentra en el macizo de Termit, cerca del extremo sudoeste, bajo un flanco rocoso que da lugar a una cavidad llena de cuevas que servía de refugio a las caravanas de los tubu de la región, que paraban aquí en su camino hacia Fachi, Bilma o Tasker. Sobre una arenisca rosa, dura y granulada, se encuentran más de ochenta grabados entre bóvidos, oryx, gacelas, jirafas, siluetas humanas, elefantes, avestruces, caballos y dromedarios sobre varios paneles, el más grande de los cuales tiene 5,40 x 3 m de extensión.

- Dibella (Yerirom) 17°33′20″N 13°06′20″E / 17.55556, 13.10556 Se halla a 255 km al nordeste de Termit Oeste, cerca del pequeño oasis de Dibella, remanente de varios lagos que se encontraban al abrigo de un acantilado de 150 m de altura y que ahora yacen bajo un lecho de arena. Alrededor del oasis hay varios islotes rocosos. En el flanco de una loma de arenisca del cretácico llamada Yerirom se descubrieron las pinturas rupestres en 1972, una docena de figuras sobre tres paneles de menos de un metro cuadrado en total. Se pueden apreciar algunos bóvidos y personas de pequeño tamaño.

- Guedeza Keita 17°27′45″N 13°08′55″E / 17.46250, 13.14861 Se encuentra a 11 km al sudeste de Dibella, en el ángulo sudeste de la montaña del mismo nombre. Apenas contiene los grabados de un bóvido y una jirafa de 36 y 55 cm de altura.

- Do Dimmi 16°29′05″N 11°18′50″E / 16.48472, 11.31389 Se encuentra a 45 km al nordeste de Termit Oeste, en una zona con pequeñas mesetas de arenisca y muy rica en vestigios post-neolíticos. Un pequeño espolón de arenisca resistente ha creado un pequeño abrigo en el que hay representados bóvidos, antílopes, jirafas, rumiantes indeterminados, siluetas humanas, elefantes y tortugas en grabados de forma bastante esquemática.